# Tamás Darnyi
Pour les articles homonymes, voir Tamas.
Tamás Darnyi, né le 3 juin 1967 à Budapest, est un ancien nageur hongrois.
Il devient aveugle de l'œil gauche après y avoir reçu une boule de neige.

## Palmarès

### Jeux olympiques d'été
- Natation aux Jeux olympiques de 1988 à Séoul
  -  Médaille d'or du 200 mètres 4 nages
  -  Médaille d'or du 400 mètres 4 nages
- Natation aux Jeux olympiques de 1992 à Barcelone
  -  Médaille d'or du 200 mètres 4 nages
  -  Médaille d'or du 400 mètres 4 nages

### Championnats du monde
- Championnats du monde 1986
  -  Médaille d'or du 200 mètres 4 nages
  -  Médaille d'or du 400 mètres 4 nages
- Championnats du monde 1991
  -  Médaille d'or du 200 mètres 4 nages
  -  Médaille d'or du 400 mètres 4 nages
  -  Médaille de bronze du 200 mètres papillon

### Championnats d'Europe
- Championnats d'Europe 1985 à Sofia (Bulgarie) :
  -  Médaille d'or du 200 m 4 nages ;
  -  Médaille d'or du 400 m 4 nages.
- Championnats d'Europe 1987 à Schiltigheim (France) :
  -  Médaille d'or du 200 m 4 nages ;
  -  Médaille d'or du 400 m 4 nages.
- Championnats d'Europe 1989 à Bonn (Allemagne de l'Ouest) :
  -  Médaille d'or du 200 m papillon ;
  -  Médaille d'or du 200 m 4 nages ;
  -  Médaille d'or du 400 m 4 nages.
- Championnats d'Europe 1993 à Sheffield (Royaume-Uni) :
  -  Médaille d'or du 400 m 4 nages.

## Honneur
L'astéroïde (152454) Darnyi est nommé en son honneur.